# Martin Rubashov
Martin Rubashov är ett musikprojekt med sångaren och musikern Martin Boman från Bollnäs som startade 2012. Debutalbumet The Watcher Of The Skies gavs ut 2013 av Despotz Records. Andra albumet Among Silver kom 2015 och 2018 släpptes The Nature Script. Rubashov uppträder också på olika scener runt om i Sverige.

## Historia

### Bakgrund
Martin Boman är en musiker, artist och programledare född och uppvuxen i Bollnäs. Han har tidigare spelat i bland annat Marble Arch, som livegitarrist i Mustasch och i det egna bandet Librah tillsammans med Jonas Sundgren på bas och Henrik Johansson på trummor. Librahs debutalbum Inside the Black Balloon gavs ut 30 oktober 2011 av Supernova Records. Albumet fick ett gott mottagande med blanda annat betyg 8 av 10 i Rockbladet som skriver att "den stora experimentella kreativiteten har skapat ett sound med så väl skitiga råa rock-riff .../som/... atmosfäriska svävande effekter i utkanten av ljudbilden".
Boman är också känd som mångårig programledare på Bandit Rock där han varit sedan starten av radiokanalen i november 2004. Han har även gjort TV-program då han 2013 på TV 6 tillsammans med Lena Sahlgren ledde en programserie kallad Never ever (try this at home).

### Rubashov
Martin Rubashov debuterade med albumet The Watcher Of The Skies som gavs ut på CD 29 maj 2013. De två singlarna Run och Let Them Go Ahead fick också vardera en musikvideo som släpptes en tid innan albumet gavs ut. Året efter släpptes även titellåten som singel. Den första låten av Rubashov med text på svenska blev Drevet som gavs ut 2014 och följdes upp av en cover på Imperiets Var e vargen. Tillsammans med ytterligare två låtar på svenska släpptes dessa också som EP:n Silvae samma år.
Det andra fullängdsalbumet Among Silver gavs ut 16 november 2015, också det på Despotz Records. Albumet innehåller 16 spår och på låten Map Of The Stars gästsjunger  Mia Coldheart, tidigare i Crucified Barbara. Utöver Map Of The Stars släpptes också singlar samma år av låtarna Hideout, The Fall Of Feathers och Granada samt året därpå även Eyes Shut. Till Granada gjordes en video som premiärvisades på Gaffa.se 3 juni 2016.
EP:n Her som gavs ut 2016 innehåller tre låtar varav Björk-covern Play Dead, även släpptes som singel. Året därpå kom ytterligare en EP, Antler med fem spår och däribland Black Elk där Anders Fridén från In Flames gästar på sång och även medverkar i låtens video som regisserades av Magnus Ewald och släpptes 3 mars 2017. I oktober 2017 släppte Rubashov EP:n Huntsman och 10 oktober premiärvisades videon till Eternal på Gaffa.se. I december samma år utgavs det tredje fullängdsalbumet, The Nature Script, på vinyl. Albumet innehåller låtarna från Huntsman och Antler samt de nya spåren Illuminature, Shadows in the Water samt det instrumentella gitarrstycket Sarv. För varje såld skiva planteras ett träd i Zambia i samarbete med organisationen Smart Klimat.

### Samarbeten
På metalbandet In Flames elfte studioalbum Siren Charms från 2014 återfinns Rubashov som bakgrundssångare i låten Dead Eyes.

## Musiker
- Martin Boman - sång, gitarr, saz, sitar

### Gästmusiker
- Danne Mckenzie (ex-Mustasch) - trummor på albumen The Watcher Of The Skies och Among Silver.
- Anders Fridén (In Flames) - sång på Black Elk på albumet The Nature Script.
- Mia Coldheart (ex-Crucified Barbara) - sång på Map Of The Stars på albumet Among Silver
- Daniel Lindblom - bas på Huntsman

### Övrig medverkan
- Daniel Lindblom - producent
- Niklas Brodd - artwork på The Watcher Of The Skies

## Diskografi

### Studioalbum
- The Watcher Of The Skies - 2013
- Among Silver - 2015
- The Nature Script - 2018
- Members Of The Green Phlox - 2022

### EP
- Silvae - 2014
- Her - 2016
- Antler - 2017
- Huntsman - 2018

### Singlar
- Run - 2013
- Let Them Go Ahead - 2013
- The Watcher Of The Skies - 2014
- Drevet - 2014
- Var E Vargen - 2014
- Granada - 2015
- The Fall of Fethers - 2015
- Hideout - 2015
- Granada - 2015
- Map Of The Stars - 2015
- Eyes Shut - 2016
- Play Dead - 2016
- Black Elk (med Anders Fridén på gästsång) - 2017
- Muddy Mountain King - 2017
- Vantage Point - 2018
- Eternale- 2018
- Illuminature - 2018